# Ostatnia wieczerza

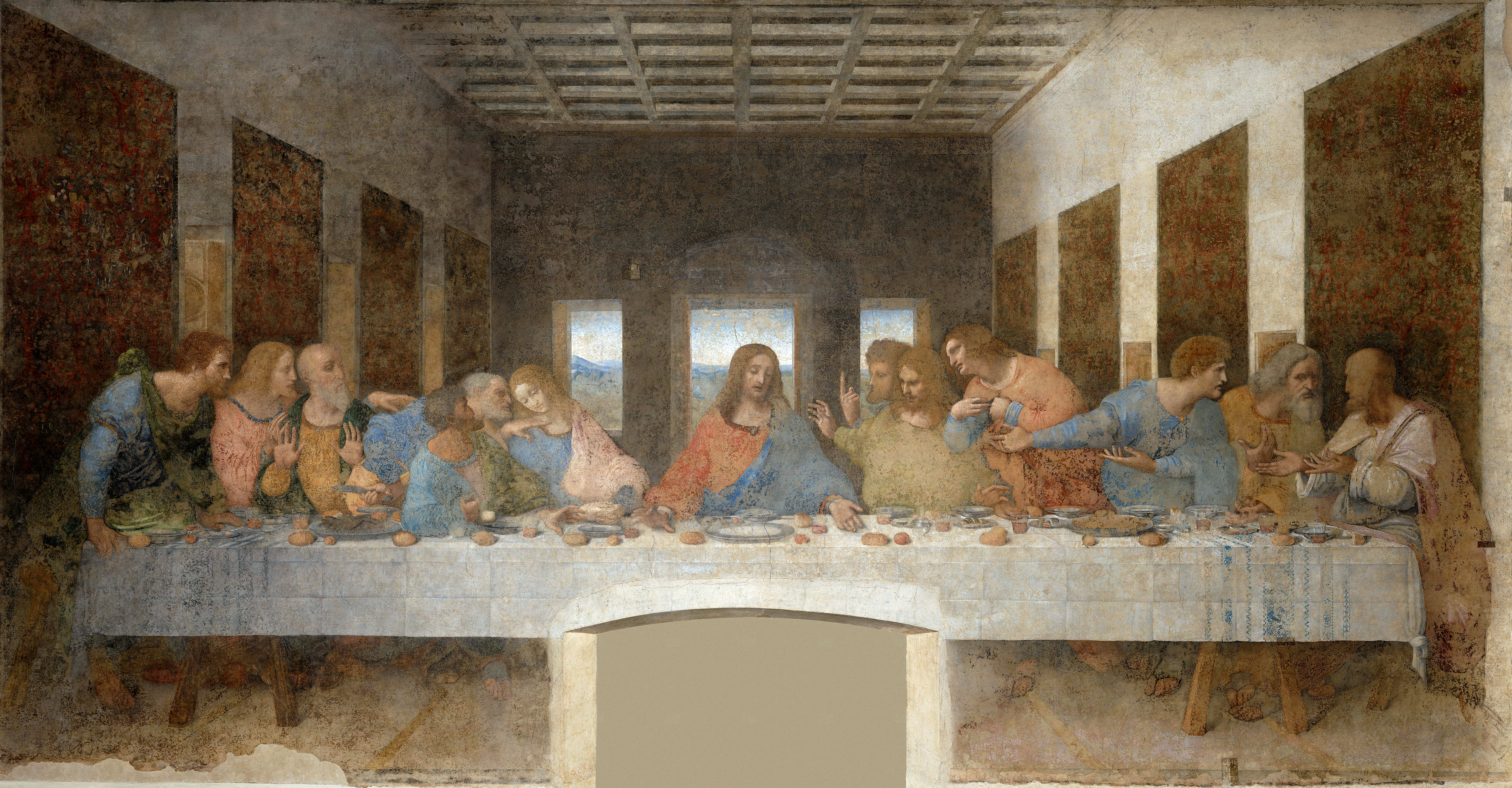
Ostatnia wieczerza Leonarda da Vinci

Ostatnia wieczerza – według Ewangelii wieczerza paschalna Jezusa z apostołami, która odbyła się wieczorem przed aresztowaniem Jezusa. Jest wspominana przez główne Kościoły chrześcijańskie w Wielki Czwartek. Jest to zarazem moment ustanowienia przez Jezusa Wieczerzy Pańskiej (1 Kor. 11, 20) a w doktrynie Kościoła katolickiego sakramentów Eucharystii oraz kapłaństwa.

## Źródła
Cztery fragmenty Nowego Testamentu mówią o ostatniej wieczerzy i ustanowieniu Wieczerzy Pańskiej w trakcie jej trwania. Ze względu na podobieństwa i różnice egzegeci uznają, że opisy są zapisem różnych tradycji liturgicznych sprawowania Eucharystii w lokalnych wspólnotach. Wyróżnia się dwie tradycje: antiocheńską i palestyńską. Opis ustanowienia Eucharystii według tradycji liturgicznej pochodzącej przypuszczalnie ze wspólnot z Antiochii oraz Azji Mniejszej znajduje się w Ewangelii św. Łukasza 22, 14–20 oraz we fragmencie z 1 Listu do Koryntian 11, 23nn św. Pawła. Z kolei przypuszcza się, ze względu na styl zbliżony do aramejskiego, że w liturgicznej tradycji pochodzącej z Palestyny napisany został opis z Ewangelii św. Marka 14, 22–26 oraz Mateusza 26, 26–30.
W Ewangelii Łukasza opisana jest w rozdziale 22 wersety 14–20:
A gdy nadeszła godzina, zasiadł do stołu i dwunastu apostołów z Nim. Wtedy powiedział do nich: Tak bardzo pragnąłem spożywać z wami tę Paschę, zanim zacznę cierpieć. Bo mówię wam, że już nie będę jej pożywał, aż się dopełni w królestwie Bożym. A potem wziął kielich, odmówił modlitwę dziękczynną i powiedział: Weźcie go i podzielcie między siebie. Bo mówię wam, że odtąd już nie będę pił z owocu winnego szczepu, dopóki nie przyjdzie królestwo Boże. A potem wziąwszy chleb, odmówił dziękczynienie, połamał i rozdał go im mówiąc: To jest ciało moje wydane za was. Czyńcie to samo na moją pamiątkę. Podobnie po wieczerzy wziął kielich i powiedział: Ten kielich jest Nowym Przymierzem we krwi mojej, która będzie za was wylana….

## Chronologia
Dokładna kolejność wydarzeń podczas ostatniej wieczerzy jest dyskutowana, ponieważ wersje z Ewangelii synoptycznych oraz Ewangelii Jana nieco się różnią. Prawdopodobny przebieg wieczerzy według Ewangelii wyglądał tak:
- przygotowanie (Mk 14, 12–16);
- z nastaniem wieczoru zajął miejsce u stołu razem z dwunastu uczniami (Mt 26, 20);
- Jezus zapowiada, że jest to jego ostatnia Pascha przed śmiercią: „Już jej spożywać nie będę, aż się spełni w królestwie Bożym” Łk 22,16;
- zaczęła się uczta;
- Jezus umywa uczniom nogi (J 13, 5–12);
- Jezus zapowiada przy wszystkich, że Judasz jest tym, który go zdradzi (Mt 26, 21–25) (według Ewangelii Łukasza było to po ustanowieniu Eucharystii);
- Jezus ustanawia Wieczerzę Pańską (Mt 26, 26–29; Łuk 22: 14–22);
- Judasz wychodzi (J 13, 30);
- mowa pożegnalna Jezusa (J 13,31 – 16,33);
- modlitwa arcykapłańska Jezusa (J 17);
- spór apostołów o pierwszeństwo (Łk 22, 24–30);
- uczniowie z Jezusem wspólnie odśpiewują hymn (Maariw?, Hallel?) (Mt 26, 30a; Mk 14, 26);
- uczestnicy uczty wychodzą ku Górze Oliwnej (Mt 26, 30b);
- zapowiedź zaparcia się Piotra (Mt 26, 31–35) (według Ewangelii Łukasza i Jana było to przed wyjściem z uczty).

## Liturgia ostatniej wieczerzy
Ostatnia wieczerza była posiłkiem liturgicznym. Była Paschą Jezusa. Z jednej strony przebiegała według formy liturgii wypracowanej dla podobnych celebracji domowych w judaizmie czasów Chrystusa. Z drugiej strony była czymś nowym. Tę nowość nadał jej sam Jezus, polecając, by jego Kościół, kierowany przez Apostołów uczestniczących w ostatniej wieczerzy, celebrował ją po jego śmierci i zmartwychwstaniu, „czynił to” na jego pamiątkę.

### Ostatnia wieczerza jako liturgia żydowska
Opisy ostatniej wieczerzy w Ewangeliach synoptycznych i w Ewangelii św. Jana różnią się datą. Synoptycy sugerują, że odbyła się „w pierwszy dzień Przaśników, kiedy ofiarowywano Paschę” (Ewangelia Marka 14,12). Św. Jan jednak jednoznacznie stwierdza, że wieczerza z uczniami odbyła się dzień wcześniej. Następnego dnia bowiem, w dniu męki Jezusa, przedstawiciele żydowskich władz bronią się przed wejściem do pretorium, żeby uniknąć nieczystości rytualnej i wieczorem „móc spożyć Paschę” (J 18,28). Ostatecznie rozbieżność tę rozwiązuje się przyjmując, że synoptycy w swym opisie mówią o symbolicznym znaczeniu ostatniej wieczerzy – już nie jako o Pesach Pierwszego Przymierza, lecz jako o Passze Jezusa, Passze Przymierza Nowego . Pozostaje więc pytanie, jaką liturgię sprawował Jezus wraz z apostołami? Według Joachima Jeremiasa, była to w całości liturgia sederu paschalnego. Jednak fakt, iż wieczerza Jezusa odbyła się w przeddzień wskazuje – jak ujął to Xavier Léon-Dufour – że „Jezus spożył swój ostatni posiłek w atmosferze Paschy, ale nie w ścisłym sensie według żydowskich obrzędów paschalnych”. Argumentem za tym może być także to, że ówczesne bractwa (hebr. haburoth), jak np. Faryzeusze czy Terapeuci, świętowały eschatologiczny posiłek niemal każdego tygodnia, najczęściej w dniu szabatu. Przebieg tych posiłków był analogiczny do świętowania Pesach, z pominięciem obrzędów właściwych dla tego święta, jak dialog z dziećmi czy Hagada paschalna o wyjściu z Egiptu. W czasie tego świątecznego posiłku, który gromadził członków bractwa, przewodniczący podejmował rolę ojca rodziny. Wypowiadał błogosławieństwo nad przaśnym chlebem stojąc z pustymi rękami. Zebrani odpowiadali „Amen”. Następnie przewodniczący brał chleb lewą ręką, a prawej używał do odłamywania (nie odcinania) chleba po kawałku i dawania każdemu z obecnych. Dopiero kiedy skończył rozdawanie, każdy spożywał swój otrzymany kawałek chleba. Kolejność posiłku wyglądała następująco:
Błogosławieństwo nad chlebem.

Rytualne błogosławieństwo nad każdą potrawą i nad kolejnymi kielichami.

Błogosławieństwo lampy.

Drugie mycie rąk.

Rytualne błogosławieństwo ostatniego kielicha przez przewodniczącego.
To ostatnie, szczególnie uroczyste i dłuższe błogosławieństwo, normalnie zawierało najpierw podziękowanie za pokarm i za opiekę Bożą w tej dziedzinie. Potem następowało dziękczynienie za ziemię Izraela i za wyzwolenie z Egiptu:

Dziękujemy Ci, Panie, za danie naszym ojcom szerokiej, dobrej i pięknej ziemi jako dziedzictwa; za wyzwolenie nas, Panie nasz Boże, z domu niewoli i wyprowadzenie nas z ziemi egipskiej; za Twoje przymierze, które przypieczętowałeś w naszym ciele; za Twoje prawo, którego nas nauczyłeś, i Twoje ustawy, które nam przekazałeś; za życie, łaskę i miłosierdzie, które wylałeś na nas; i za pokarm, którym odżywiasz i nieustannie nas podtrzymujesz, każdego dnia i każdej godziny każdej pory roku. Za to wszystko, Panie, Boże, dziękujemy i błogosławimy. Niech Twoje imię będzie błogosławione ustami wszystkich żywych stworzeń, nieustannie i na wieki, jak jest napisane: „Będziecie jeść i nasycicie się, i będziecie błogosławić Pana, waszego Boga, za dobrą ziemię, którą wam dał”. Błogosławiony bądź, Panie, za jedzenie i za ziemię!

### Ostatnia wieczerza jako pascha Jezusa
Polecając uczniom, by odtąd „czynili to na Jego pamiątkę”, Jezus nie ustanowił nowego obrzędu, lecz w istniejący obrzęd liturgiczny żydowskiego posiłku świątecznego włożył nową zawartość. Pascha żydowska jest zbawczym wspominaniem wydarzeń z przeszłości i oczekiwaniem nowego działania Bożego w przyszłości. Rzeczywistością z przeszłości wspominaną są: wyjście z Egiptu, nadanie Prawa i wejście do ziemi obiecanej. Działanie Boże w przyszłości dotyczy nadziei mesjańskiej: oczekiwania na przyjście Mesjasza i nastania epoki mesjańskiej. Odtąd uczniowie mają celebrować Paschę Jezusa. Jak ukazał to Xavier Léon-Dufour SJ, dar Jezusa z samego siebie, oznaczony przez znaki sakramentalne eucharystii, przede wszystkim chleba i wina, które stają się jego ciałem wydanym za wielu i krwią wylaną dla odpuszczenia grzechów, zapewnia im ich własną „paschę” i nadzieję bycia uczestnikami uczty ostatecznej, eschatologicznej.
Eucharystia ma być znakiem liturgicznym, ma stać się dla celebrującej ją wspólnoty Kościoła środkiem pamiętania i uobecniania zbawczego wydarzenia, które już minęło. Ale także znakiem tego, co ma się wydarzyć w przyszłości: przyjścia Chrystusa na końcu czasów i ustanowienia wiecznego Królestwa Bożego. Pełni więc podwójną funkcję – proroczą patrzącą w przyszłość i kultyczną, która tworzy więź ze zbawczą przeszłością.

## Znaczenie teologiczne
Podczas ostatniej wieczerzy Jezus dokonał interpretacji swojej spodziewanej śmierci. Popularne niegdyś poglądy, jakoby Jezus nie spodziewał się swojej śmierci (m.in. Rudolf Bultmann), nie przypisywał jej znaczenia zbawczego (m.in. Willi Marxsen) czy też nie interpretował swoich czynów dokonywanych podczas ostatniej wieczerzy, nie są obecnie podtrzymywane przez biblistów. Według Heinza Schürmanna podczas ostatniej wieczerzy, poprzez swe słowa „za was”, Jezus zinterpretował swoją śmierć jako najwyższy przejaw swojej zbawczej służby, swego oddania innym (proegzystencji). Zdanie to podziela Ferdinand Hahn. Według Joachima Jeremiasa w czasie ostatniej wieczerzy Jezus nadał znaczenie Ofiary swemu Krzyżowi i poprzez to usunął wszelkie wcześniejsze ofiary. Benedykt XVI zwrócił uwagę, że wokół ostatniej wieczerzy nagromadziło się wiele literatury, zawierającej ogromną liczbę sprzecznych hipotez co do historyczności tego wydarzenia. Jednak właśnie historyczność faktu, że Jezus dał swym uczniom chleb i wino jako swe Ciało i Krew, jest fundamentem ważnej i bogatej w treści celebracji Eucharystii przez Kościół.

## W kulturze
Jednym z najsłynniejszych przedstawień ostatniej wieczerzy w ikonografii jest malowidło Leonarda da Vinci, które znajduje się w Mediolanie. W Kopalni Soli „Wieliczka” umieszczono relief wykonany z soli przez górnika Antoniego Wyrodka, wzorowany na dziele włoskiego malarza. W hali przylotów gdańskiego lotniska im. Lecha Wałęsy od 2016 znajduje się wielkoformatowy obraz Ostatnia Wieczerza malarza Macieja Świeszewskiego.